# Perú en la Copa América 1989
La selección del Perú fue uno de los diez equipos participantes en la Copa América 1989. Dicho torneo se desarrolló en Brasil entre el 1 de julio y el 16 de julio de 1989.  

## Participación

### Primera fase
| Equipo    | Pts | PJ | PG | PE | PP | GF | GC | Dif |
| --------- | --- | -- | -- | -- | -- | -- | -- | --- |
| Paraguay  | 6   | 4  | 3  | 0  | 1  | 9  | 4  | +5  |
| Brasil    | 6   | 4  | 2  | 2  | 0  | 5  | 1  | +4  |
| Colombia  | 4   | 4  | 1  | 2  | 1  | 5  | 4  | +1  |
| Perú      | 3   | 4  | 0  | 3  | 1  | 4  | 7  | –3  |
| Venezuela | 1   | 4  | 0  | 1  | 3  | 4  | 11 | –7  |

| 1 de julio de 1989 | Paraguay                                                         | 5:2 (2:1) | Perú                     | Estadio Fonte Nova, Salvador                                              |                                                                           |
|                    | Cañete 38', 84' · Neffa 41' · Mendoza 51' · Del Solar 75' (a.g.) |           | 30' Hirano · 80' Reynoso | Asistencia: 5000 espectadores Árbitro(s): Juan Carlos Loustau (Argentina) | Asistencia: 5000 espectadores Árbitro(s): Juan Carlos Loustau (Argentina) |

| 3 de julio de 1989 | Brasil | 0:0 | Perú | Estadio Fonte Nova, Salvador                                     |  |
|                    |        |     |      | Asistencia: 38 200 espectadores Árbitro(s): Hernán Silva (Chile) |  |

| 5 de julio de 1989 | Perú        | 1:1 (1:1) | Venezuela     | Estadio Fonte Nova, Salvador                                               |                                                                            |
|                    | Navarro 30' |           | 29' Maldonado | Asistencia: 32 589 espectadores Árbitro(s): Vincent Mauro (Estados Unidos) | Asistencia: 32 589 espectadores Árbitro(s): Vincent Mauro (Estados Unidos) |

| 9 de julio de 1989 | Colombia    | 1:1 (1:1) | Perú       | Estadio do Arruda, Recife                                                   |                                                                             |
|                    | Iguarán 32' |           | 43' Hirano | Asistencia: 60 000 espectadores Árbitro(s): Juan Carlos Loustau (Argentina) | Asistencia: 60 000 espectadores Árbitro(s): Juan Carlos Loustau (Argentina) |

## Posición final
| Equipo | Equipo  | Pts | PJ | PG | PE | PP | GF | GC | Dif |
| ------ | ------- | --- | -- | -- | -- | -- | -- | -- | --- |
| 7      | Ecuador | 4   | 4  | 1  | 2  | 1  | 2  | 2  | 0   |
| 8      | Perú    | 3   | 4  | 0  | 3  | 1  | 4  | 7  | -3  |
| 9      | Bolivia | 2   | 4  | 0  | 2  | 2  | 0  | 8  | −8  |